# Maison du fripier
La Maison du fripier (en hongrois : Zsibárus-ház) est un édifice de style néomauresque situé dans le 8e arrondissement de Budapest à l'angle de Magdolna utca et Dobozi utca. Dénommée ainsi en raison de la forte présence de fripiers, brocanteurs et chiffonniers juifs dans ce secteur attenant à l'ancien marché aux puces de Teleki László tér, elle est désormais propriété de la municipalité d'arrondissement qui en loue les logements. Les cours intérieures des immeubles communiquaient autrefois entre elles, mais elles sont aujourd'hui murées. Comme dans d'autres immeubles d'habitations du quartier, des petites synagogues étaient aménagées au fond des cours. Dans l'une d'elles, c'est désormais la mosquée Al-Huda qui est active.
Ce site est desservi par la station Teleki László tér :  28 37 37A 62.